# Creil (Flevoland)
Pour les articles homonymes, voir Creil (homonymie).
Creil est l'un des dix villages de la commune néerlandaise de Noordoostpolder, dans la province du Flevoland.
Le village a été créé en 1953. Le 1er janvier 2005, Creil comptait 1 596 habitants. Ce village récent tire son nom d'un village disparu de la côte du Zuyderzee, lui-même tirait son nom de la Forêt de Creil engloutie au XIIe siècle par la mer du Nord.